# Azuragrion buchholzi
Azuragrion buchholzi là loài chuồn chuồn trong họ Coenagrionidae. Loài này được Pinhey mô tả khoa học đầu tiên năm 1971.